# MBC媒体集团
MBC媒体集团（英语：MBC Media Group）前身为 马尼拉广播公司（英语：Manila Broadcasting Company，缩写：MBC）是菲律宾的一家广播电视网，创立于1946年6月12日，目前由Fred J. Elizalde领导的FJE集团公司所有。其旗下的DZRH电台是菲律宾最早开播的广播电台。爱电台（Love Radio）在马尼拉都会区的收听率排名第一，也是菲律宾一些主要城市的广播电台。
马尼拉广播电台的总部、演播室、播音室设于马尼拉都会区帕赛市菲律宾文化中心的Sotto St. MBC大楼。
马尼拉广播公司拥有七大广播机构，分别为DZRH电台、DZRH新闻台、爱电台、Aksyon电台、Yes The Best电台、易摇滚电台、Natin电台，直接由马尼拉广播公司或通过其附属太平洋广播公司、宿务广播公司、Radyo Natin联播网和菲律宾广播公司运营。
马尼拉广播公司现任总裁Ruperto Nicdao Jr.。

## 历史

### 希科克时代
马尼拉广播公司的事业起始可追溯DZRH电台，前呼号KZRH，1939年7月15日上午，KZRH电台在位于马尼拉市岷伦洛区Escolta街的一家著名百货公司——希科克公司（Heacock Company）开播。多年后，它从宿务市的Isaac Beck手中收购了KZRC电台（即现今的DYRC电台）。日本入侵菲律宾以后，KZRH电台被日本人接管，与KZRC电台一同合并为菲律宾群岛电台（PIAM电台），其被用于宣传大东亚共荣圈。

### 马尼拉广播公司的成立
第二次世界大战结束以后，西班牙裔埃利萨尔德兄弟三人（费德里科、华金·米格尔和马诺洛）接管了KZRH电台和KYRC电台。在电台经理Bertrand Silen的帮助下，KZRH电台迁移到塞万提斯广场的Insular Life大楼。1946年6月12日，大都会区广播公司（Metropolitan Broadcasting Company）成立，是马尼拉广播公司的前身。
1946年7月1日，KZRH电台恢复播音。三天后的7月4日，菲律宾从美国独立，是为菲律宾第三共和国，当天恰恰也是美国的独立日，KZRH电台对菲律宾独立庆典进行现场实况直播。
1948年，由于菲律宾已于1946年从美国独立，在美国举行的国际电信会议上，菲律宾将其无线电台呼号的首字母改为“D”，不再使用美国的“K”开头呼号（密西西比河以西）。KZRH电台呼号旋即改为“DZRH”，并在全国范围内扩大至30个频率。
1949年，DZRH电台制作首部广播剧《Gulong ng Palad》。

### 1960年至马科斯独裁统治时代
1972年9月21日，时任总统费迪南德·马科斯为求继续连任总统，他下令宣布菲律宾全国戒严，大都会区广播公司因此被迫关闭停播几个月。恢复播出后，公司易名“马尼拉广播公司”（Manila Broadcasting Company）。
1975年，马尼拉广播公司将DZMB电台以及其它音乐类AM电台（例如宿务DYBU电台）转为FM频率播出，爱电台联播网（Love Radio Network）开始形成。

### 规模扩大
1985年，马尼拉广播公司原董事长Manolo Elizalde退休。 他的儿子Fred J. Elizalde上台担任董事长兼首席执行官。
在1986年人民力量革命终结马科斯的独裁统治之后，马尼拉广播公司开始扩展爱电台联播网的业务，DZRH电台继续全国广播。Ruperto Nicdao, Jr.于1988年成为马尼拉广播公司董事会成员，之后成为总裁。
1994年，DZRH电台开始上星播出。
2002年7月，马尼拉广播公司总部从原址马卡蒂市THE大楼，迁往现址帕塞市菲律宾文化中心Sotto St.MBC大楼。
自2003年起，马尼拉广播公司与菲律宾文化中心、马尼拉市和帕赛市共同举办Aliwan Fiesta。Aliwan Fiesta是菲律宾一年一度的节日庆祝活动，聚集了菲律宾不同的文化节庆，在帕赛市的星城，有舞蹈巡游、花车比赛，也有选美比赛。
2007年10月1日，DZRH新闻台开播，英文名DZRH NEWS TV。
2024年2月6日，马尼拉广播公司更名为MBC媒体集团。

## 频道
- DZRH NEWS TV（DZRH新闻台）

- DZRH电台
  - 马尼拉都会区：666 kHz（DZRH-AM），功率50kW，信号覆盖菲律宾全境，到了晚上在中国大陆华南、华东地区以及台湾一带可以接收。

- Love Radio（爱电台）
  - 马尼拉都会区：90.7 MHz（DZMB）

- Aksyon Radyo（Aksyon电台）
  - 拉瓦格：747kHz （DZJC）

- Yes FM（是的，最好的）
  - 马尼拉都会区：101.1 MHz（DWYS）

- Easy Rock（易摇滚电台）
  - 马尼拉都会区：96.3 MHz（DWRK）

- Radyo Natin（Natin电台）
  - 马尼拉都会区：96.3 MHz（高音質廣播（英语：HD Radio）[7]）